# Diwata

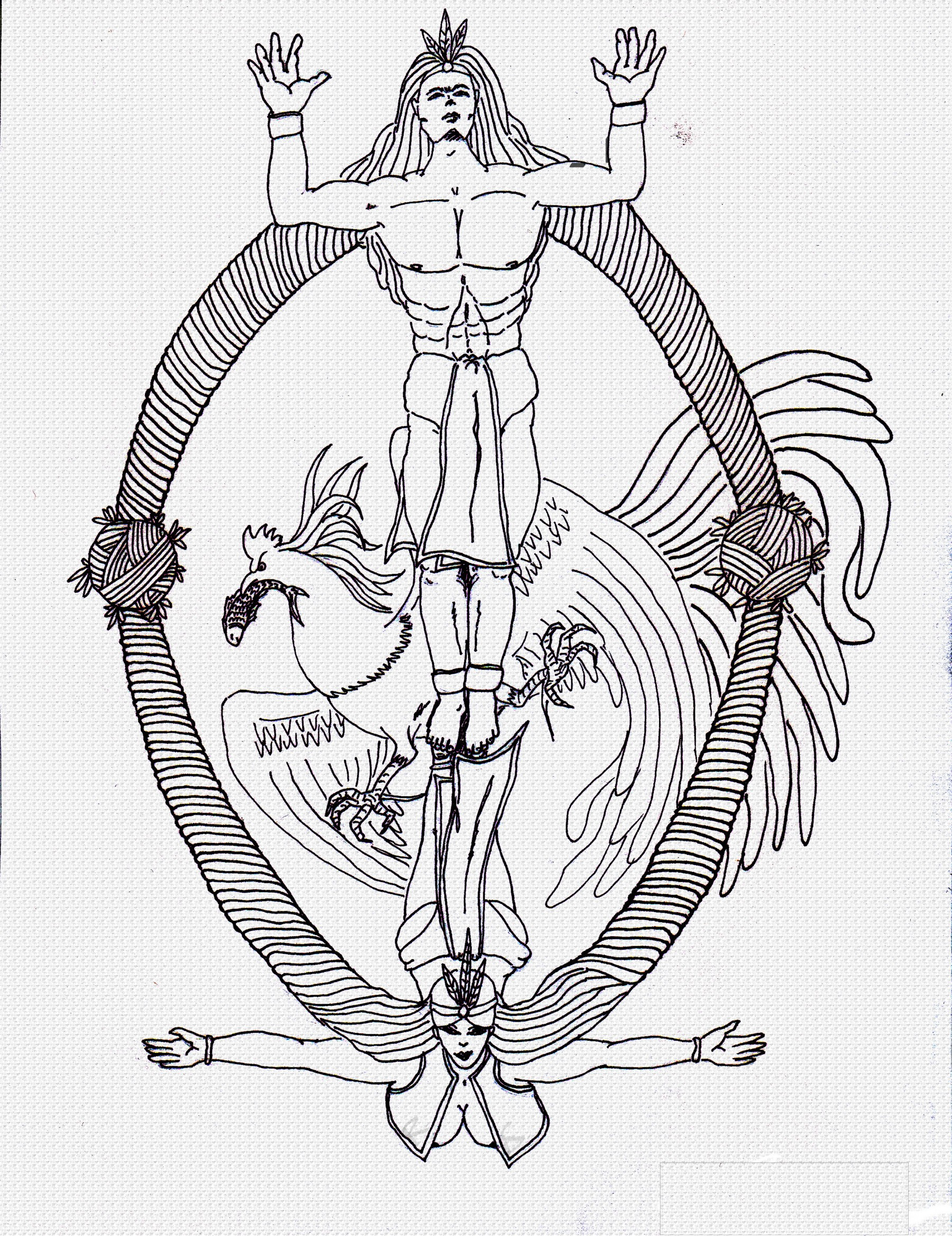
Una immaginaria rappresentazione del Diwata

La parola diwata, derivante dal sanscrito devata (देवता) e tradotta come encantada in spagnolo, indica una leggendaria creatura della mitologia filippina, dalle sembianze di una driade. Si tratta di spiriti benevoli oppure neutrali, invocati attraverso rituali per una buona crescita delle colture, salute o fortuna; tuttavia, se non rispettati, tali spiriti possono portare anche malattie oppure avversità.
Secondo le credenze filippine, risiederebbe in possenti alberi come l'acacia o il baniano e sarebbe uno spirito guardiano della natura che porta benedizioni oppure maledizioni a seconda di chi arreca del bene o del male a foreste o montagne. La figura del diwata trae le proprie origini dagli esseri legati al devata e presenti nella religione induista oppure in quella buddista. Nell'iscrizione su rame di Laguna (il più antico manoscritto filippino) risalente al 900 d.C., viene inoltre menzionato un certo Capo di Mendang, Giava, nominato in qualità di rappresentante del Capo di Diwata, nella città di Butuan, situata a Mindanao.
Il termine "diwata" ha assunto diversi livelli di significato a partire dalla sua assimilazione nella mitologia filippina pre-coloniale. In alcune circostanze è utilizzato impropriamente per fare riferimento ad una tipologia generale di esseri, come elfi o fate, oppure a creature particolari come menzionato sopra. È da notare che nelle Filippine la parola "diwata" è utilizzata come sinonimo di "anito": mentre la prima è prevalentemente utilizzata nelle zone meridionali del paese, nelle parti settentrionali è invece più usata la seconda.

## Caratteristiche
La figura del diwata è spesso associata a creature femminili. Sebbene esistano diverse versioni riguardo al suo aspetto esteriore, secondo le credenze generali avrebbe sembianze antropomorfe ed affascinanti ed un viso dall'apparenza sempre giovane e fresco.
La mitologia filippina la raffigura inoltre come creatura priva di prolabio e con la pelle che ricorda la superficie liscia delle unghie, sprovvista di rugosità. Presenta una carnagione più chiara della media, poiché la pelle più bianca è stata associata con il soprannaturale sin dai tempi del pre-colonialismo (ad esempio, la figura della dama bianca è prevalente nelle credenze dell'Asia orientale e del sudest asiatico).

## Tipologie e superstizioni
Nella mitologia filippina esistono due generi di diwata. Le creature femminili sono chiamate diwata, mentre quelle maschili sono note con il nome di enkanto (spesso trascritto anche come engkanto).
Si crede che gli enkanto vivano principalmente nel mare, ma sono presenti racconti che li raffigurano anche in altri paesaggi. È divenuta tradizione da parte dei pescatori filippini quella di offrire cibo e prelibatezze agli enkanto, gettando i doni nel mare ogni volta che si presenta una buona giornata di pesca.
Secondo numerose storie popolari, le creature che vivono nei possenti alberi non vi risiederebbero come farebbe ad esempio una scimmia, ma piuttosto si troverebbero nel fusto oppure all'interno stesso della pianta sotto forma di spirito. Inoltre, in diverse zone delle Filippine è diffusa una credenza che qualora un albero venga abbattuto, bisognerebbe lasciare la parte del tronco tagliato dell'altezza di almeno una trentina di centimetri: ciò per evitare la liberazione dello spirito al suo interno poiché non è possibile sapere se si tratta di creature benevole oppure maligne. In quest'ultimo caso, è nota la superstizione che gli "spiriti neri" (così come sono chiamati) possano portare sfortuna a chiunque li abbia privati della loro "casa".